# Блези-Ба
Блези́-Ба (фр. Blaisy-Bas) — коммуна во Франции, находится в регионе Бургундия. Департамент коммуны — Кот-д’Ор. Входит в состав кантона Сомбернон. Округ коммуны — Дижон.
Код INSEE коммуны — 21080.

## Население
Население коммуны на 2010 год составляло 699 человек.
| 1962 | 1968 | 1975 | 1982 | 1990 | 1999 | 2010 |
| ---- | ---- | ---- | ---- | ---- | ---- | ---- |
| 473  | 470  | 601  | 469  | 575  | 584  | 699  |

## Экономика
В 2010 году среди 434 человек трудоспособного возраста (15—64 лет) 325 были экономически активными, 109 — неактивными (показатель активности — 74,9 %, в 1999 году было 74,4 %). Из 325 активных жителей работали 300 человек (152 мужчины и 148 женщин), безработных было 25 (10 мужчин и 15 женщин). Среди 109 неактивных 37 человек были учениками или студентами, 51 — пенсионерами, 21 были неактивными по другим причинам.